# 法音寺 (臼杵市)
法音寺（ほうおんじ）は、大分県臼杵市二王座にある日蓮宗の寺院。山号は竹林山。旧本山は京都頂妙寺、達師法縁(繁珠会)。本尊は釈迦牟尼仏。臼杵八ヶ所霊場第四番札所。
世界各地に仏舎利塔を建立した日本山妙法寺の藤井日達が出家した寺として知られる。

## 歴史
慶長7年（1602年）臼杵城の城主稲葉一通がたら（小倉城の城主細川忠興と細川ガラシャ（明智光秀の娘）の間に生まれた姫。のちの徳雲院。）を正室に迎えるにあたりその菩提寺とするため建立した。

## 歴代
- 加藤顕瑩（26世）

## 境内
- 本堂
- 三光堂 - 檀家であった日名子実三が設計[1]。東大寺二月堂を模しており1929年（昭和4年）に建立[1]。堂内には鬼子母神を祀る[1]。
- 檀信徒会館　平成13年（2001年）建設。

## 別院
- 瑞祥教会（大分県臼杵市福良）
  - 臼杵保育園　法音寺境内に開設された道源子ども会が起源。